# النحت في اليونان القديمة

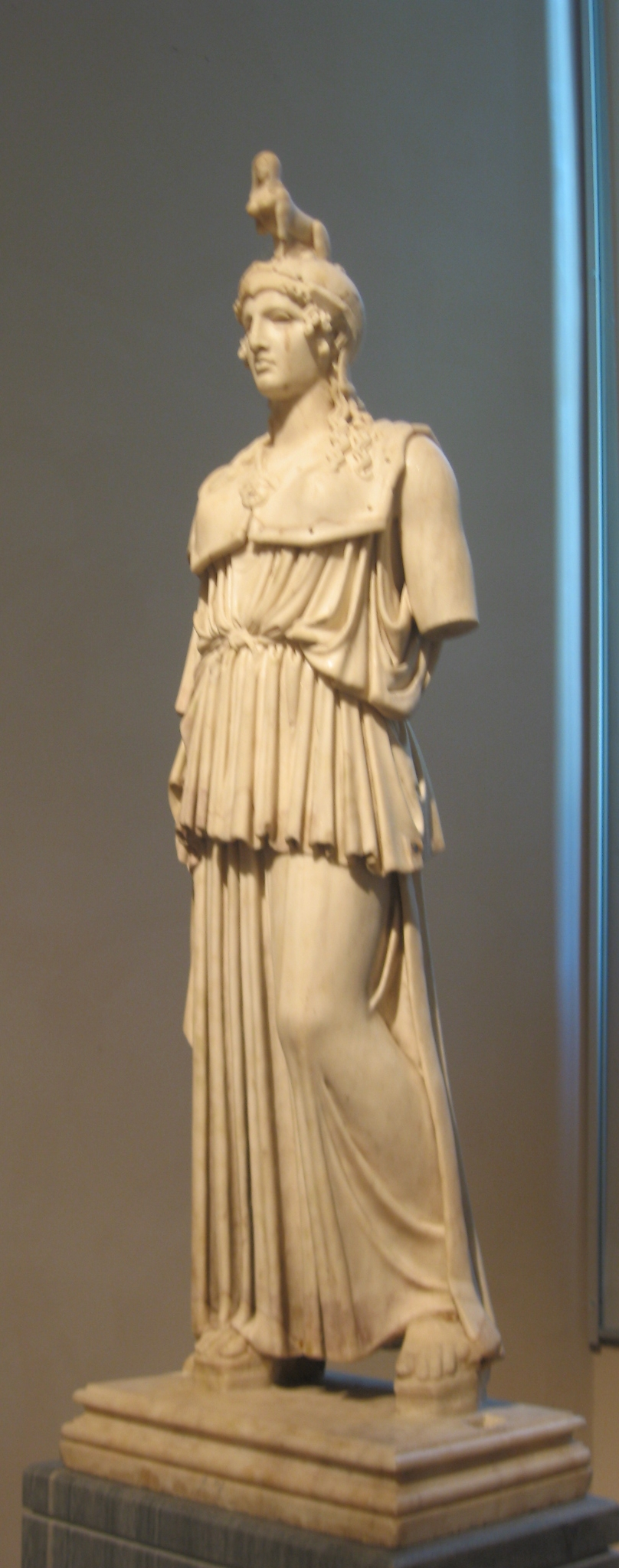
أثينا في القرن الخامس قبل الميلاد، نسخة رومانية من عمل فيدياس.

كان للفن في اليونان القديمة أثرًا هائلًا على إثراء ثقافة الكثير من البلدان العصور القديمة ومرورًا بالوقت الحاضر، لا سيما في مجالات النحت والهندسة المعمارية. بلغ النحت في اليونان القديمة درجة المثالية في الفن الجمالى بقدر ما كان يمكنه الوصول وحده إلى الإبداع البشري. وعلى الرغم من أن اليونان كانت قد ازدهرت في كافة الفنون الجميلة، إلا أنه لم يبرز واحدًا منهم كما برز النحت. شمل الفن اليوناني القديم كافة أنواع النحت معتمدًا بشكل أكبر على البرونز والرخام كمواد خام تستخدم في فن النحت، وأخذ في تطبيق فنه على المواضيع الأساسية مثل الأسطوريين و المحاربين، والذي أضاف لهم في الفترة الأخيرة العديد من بورتريهات الشخصيات التاريخية. وقد شكلت هذه الأعمال أبرز سماته في أفضل أوقات تطور هذا الفن، ومن أشهر الأعمال ظهرت أعمال النحات اليوناني فيدياس، حيث التعبير عن الواقعية المثالية وحسن نحت الأعضاء بشكل متناسق ومنتظم والابتعاد عن كل ما هو ممل ووحشي من الملامح الغامضة مع دقة المعالم والتفاصيل التناغم والجمال في الأشكال مزينًا ببراعة التنفيذ.

## تقسيمات النحت

### الأعمال الأولي
كان معتادًا تقسيم النحت اليوناني إلى 4 حقبات تاريخية واضحة المعالم، والتي كان يسبقها مرحلة فجر التاريخ أو المينوي أو الميسيني. وتزامنت هذه الفترة تاريخيًا مع الفترة من عام 3000 حتى 1100 قبل الميلاد، وعلى مدار قرابة العشرين قرنًا. وكان الفن بدائيًا إلا أنه في الوقت ذاته، كان مليئًا بالحياة والحركة، والتي شكلها الطين أعطاها نموذجًا وتم تنفيذها بالحجارة والرخام والعظام وأيضًا الذهب والرصاص والبرونز، منتجًا نقشًا بارزًا ومنحوتات أسطورية من الأحجار الكريمة وتماثيل صغيرة وأصنام. وعلى الرغم من أنهم كانوا منتصبين بخشونة معينة، فإنهم كان يُعرضون أحيانًا مع بعض التصحيحات المثيرة للإعجاب في الرسم الذي يذّكر بفن صيادين غزال الرنة الذي ربما كان يرتبط مع الحضارة الإيجية برابط تاريخي.

### تقسيمات الحقبات التاريخية
الحقبات التاريخية الأثرية الأربعة، واللاتي جاءت بعد صمت فني طويل، وتتبعت الميسينية كان تتميز كالأتي:
1. فترة التكوين منذ قرابة عام 620 إلى 540 قبل الميلاد.
2. فترة العصر القديم منذ عام 540 حتى عام 460 قبل الميلاد.
3. فترة الكمال أو الفترة الكلاسيكية حتى نهاية القرن الرابع قبل الميلاد.
4. فترة الانتشار، ويسميها البعض التراجع، جاءت من بعد الإسكندر الأكبر حتى غزو اليونان من قبل روما في الفترة من عام 323 إلى عام 146 قبل الميلاد.

## المواد
بحلول الفترة الكلاسيكية، في القرنين الخامس والرابع تقريبًا، تكون النحت الأثري بالكامل تقريبًا من الرخام أو البرونز، مع البرونز المصبوب الذي أصبح الوسيط المفضل للأعمال الرئيسية في أوائل القرن الخامس، وكانت العديد من المنحوتات المعروفة فقط في النسخ الرخامية المصنوعة في السوق الرومانية، مصنوعة في الأصل من البرونز. تكونت الأعمال الصغيرة من مجموعة كبيرة ومتنوعة من المواد، وكان الكثير منها ثمينًا، إضافة إلى إنتاج عدد كبير جدًا من التماثيل المصنوعة من الصلصال. احتوت أراضي اليونان القديمة، باستثناء صقلية وجنوب إيطاليا، إمدادات وفيرة من الرخام الجيد، وكان الرخام البنتيلي والبارياني هما الأكثر قيمة. كان من السهل نسبيَا الحصول على خامات البرونز.
يسهل تشكيل كل من الرخام والبرونز وهما متينين للغاية، ومثلما هو الحال في معظم الثقافات القديمة لم يكن هناك شك أيضًا في تقاليد نحت الخشب التي لا نعرف عنها سوى القليل جدًا، بخلاف المنحوتات الحجرية، والتي عادة ما تكون كبيرة ومكونة من الرأس، وأجزاء الجسم التي تظهر عارية وتصنع من الرخام بينما تظهر أجزاء الجسم التي يغطيها القماش باستخدام الخشب. وبما أن البرونز يحوي نسبة كبيرة من الخردة، فقد صمد عدد قليل جدًا من التماثيل البرونزية الأصلية، بالرغم من أن علم الآثار البحرية أو الصيد بشباك الجر في السنوات الأخيرة، أضاف بعض الاكتشافات المذهلة، مثل أرتميسيوم البرونزي ورياتشي البرونزي، التي وسعت بشكل كبير الفهم الحديث. تعد العديد من نسخ الفترة الرومانية، إصدارات رخامية للأعمال التي استخدمت البرونز في الأصل. استخدم الحجر الجيري العادي في العصر القديم، ولكن بعد ذلك، باستثناء مناطق إيطاليا الحديثة التي لا تحتوي على رخام محلي، استخدم فقط من أجل النحت والزخرفة المعمارية. استخدمت القصارة أو الجص أحيانًا لصنع الشعر فقط.
صنعت التماثيل الكريسيلفانتينية، المستخدمة كأصنام في المعابد وكأعمال فاخرة من الذهب، وفي أغلب الأحيان استخدمت هذه التماثيل لذهب على شكل رقائق بينما صنعت أجزاء الوجه واليدين من العاج، وربما استخدمت الأحجار الكريمة وغيرها من المواد، لكنها كانت أقل شيوعًا، ولم تصمد سوى أجزاء صغيرة من هذه التماثيل. كان للعديد من التماثيل مجوهرات ويمكن ملاحظة ذلك من خلال الثقوب التي استخدمت لتثبيتها، وقد حمل بعضها الآخر أسلحة أو أشياء أخرى صنعت من مواد مختلفة.

## طلاء المنحوتة
طليت التماثيل اليونانية القديمة بألوان زاهية، وهي تظهر اليوم باللون الأبيض لأن الأصباغ الأصلية قد زالت مع مرور الوقت. عثر على أدلة على المنحوتات الملونة من خلال الأدب الكلاسيكي، مثل مسرحية هيلين ليوربيديس التي تقول فيها الشخصية الرئيسية بحزن «لو أنه كان بإمكاني أن أزيل جمالي وأحصل على شكل أقبح/ كما الطريقة التي يُمسح فيها اللون عن التمثال». ما تزال بعض التماثيل المحفوظة بشكل جيد تحمل آثار ألوانها الأصلية، ويمكن لعلماء الآثار إعادة بناء ما كانت تبدو عليه في الأصل.

## تطور المنحوتات اليونانية

### الهندسية
يُعتقد عمومًا أن أقدم تجسيد للنحت اليوناني كان على شكل أصنام خشبية أو عاجية، وصفها باوسانياس لأول مرة باسم زوانون. لم تصمد مثل هذه التماثيل، وتظل أوصافها غامضة بالرغم من حقيقة أنها كانت على الأرجح تستخدم للتبجيل لمئات السنين. يعد قنطور ليفكاندي، أول قطعة من التماثيل اليونانية التي عثر عليها في جزيرة يوبويا وهو مصنوع من الصلصال، ويعود تاريخه إلى نحو 920 قبل الميلاد. صنع التمثال على أجزاء، قبل أن تفكك أوصاله ويدفن في قبرين منفصلين، وضعت علامة على ركبة القنطور عن عمد، مما دفع الباحثين إلى افتراض أن التمثال قد يصور تشيرون، والذي من المفترض أنه حصل على جرح ركبته من سهم هرقل. إذا كان الأمر كذلك، سيكون أول تصوير معروف للأسطورة في تاريخ النحت اليوناني.
كانت النماذج من الفترة الهندسية (نحو 900 وحتى 700 قبل الميلاد) عبارة عن تماثيل صغيرة من الطين النضيج والبرونز والعاج. استخدم البرونز بشكل رئيسي للمراجل ثلاثية القوائم وأشكال ومجموعات تقف بشكل ذاتي. صنعت مثل هذه الأشكال البرونزية باستخدام تقنية السبك بالشمع المفقود التي جاءت على الأرجح من سوريا، واستخدمت جميعها تقريبًا كعروض نذرية في الطقوس النذرية للحضارة الهلنستية في أولمبيا وديلوس ودلفي، بالرغم من أنه من المرجح أنها صنعت في أماكن أخرى، كعدد من الأساليب المحلية التي حددت من خلال اكتشافات من أثينا والأرجوس وإسبرطة. تشمل الأعمال النموذجية للعصر محراب الكارديستا والعديد من الأمثلة عن تماثيل الفروسية. مع ذلك، فإن مرجع هذا العمل البرونزي لا يقتصر على الرجال والأحصنة المنتصبة، إذ تصور لوحات أواني الزهور في ذلك العصر العديد من الصور والطيور والخنافس والأرانب البرية والعنقاء والأسود. ليس هناك نقوش للنحت الهندسي بين الفترة المبكرة وحتى الوسطى، حتى ظهور «أبولو» في أوائل القرن السابع عشر قبل الميلاد الذي عثر عليه في ثيفا. يصور هذا التمثال رجلًا واقفًا مع شكل شبه ديداليكي، تحته نقش سداسي يحمل العبارة «مانتيكلوس قدم لي عشر القوس الفضي لأبولو، هل تقدم، فيبوس [أبولو]، بعض المتعة في المقابل»، وبصرف النظر عن حداثة تسجيل الهدف منه، فإن هذا التمثال يتكيف مع صيغة البرونز الشرقي، كما نرى في الوجه الأقصر والذي يميل إلى الشكل المثلثي والتقدم قليلًا في الساق اليسرى. ينظر إلى هذا التمثال على أنه توقع أعظم تعبير عن الحرية في القرن السابع قبل الميلاد، وعلى هذا النحو، يشار إلى تمثال مانتيكلوس في بعض الأوساط باسم بروتو- ديداليك.

### الفترة القديمة

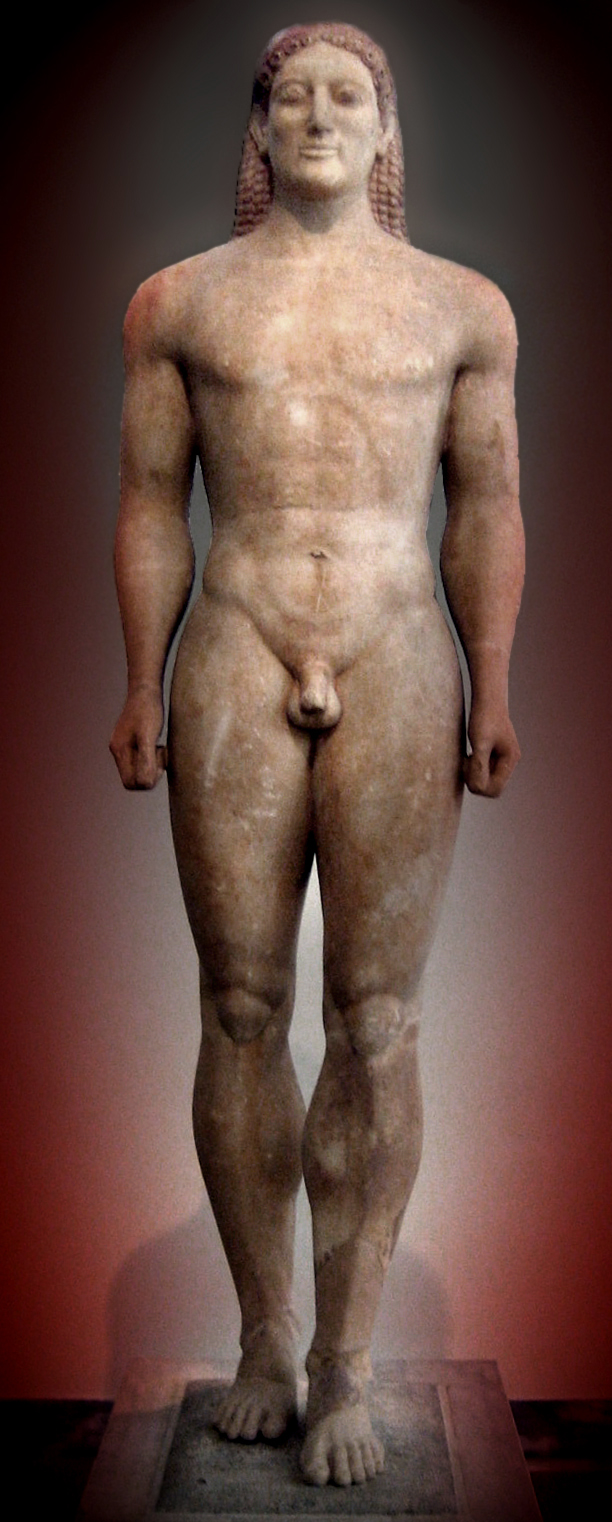
كرويسوس كوروس, حوالي 525 قبل الميلاد، أنافيسوس

من الناحية الأسلوبية، تبدأ الفترة القديمة بمرحلة تسمى فترة الاستشراق والتي، كما يوحي هذا الاسم، تتميز بتدفق العناصر من المشرق. ومن هناك، تعلم الحرفيون اليونانيون إنتاج نقوش الطين في سلسلة من القوالب، وهي الممارسة التي حددت حلولاً شكلية نمطية لتمثيل الشكل البشري والتي ستصبح الأساس لتنظيم التماثيل ذات الشكل الكامل أيضًا. تم توحيد مخطط هذه الأعمال بشكل صارم، مما أدى إلى توحيد إنتاج النحت التصويري بالكامل والقضاء على جميع آثار الحرية الإبداعية والطبيعية الموجودة في تماثيل عصر الثقافات المصرية. تتخذ الأجساد وضعية هيراطيقية، في وضع أمامي، وأذرع متدلية على جانبيها أو مطوية عند الصدر، وساق واحدة للأمام توحي بالحركة، مع شعر مجعد طويل وتعبير وجهي ثابت في محيط ابتسامة. باتباع مثال البرونزيات الهندسية، يكون الرجال عراة، والنساء يرتدين أزياء متقنة.  كان هذا النمط، المعروف باسم كوروس في حالة الذكر، و كور في حالة الأنثى، هو الأكثر أهمية خلال العصر القديم.  وقد تم تعزيزه بالتأكيد من حوالي عام 650 قبل الميلاد، واكتسب بعدًا ضخمًا مستوحى ربما من مثال التماثيل المصرية، التي عرفها الإغريق الذين أسسوا بعض المستعمرات هناك ومن قبل المسافرين.
إن التأثير المصري محل نزاع أو التقليل من شأنه في بعض الأحيان، ولكن التشابه الظاهري واضح، وقد وجدت الدراسات الحديثة هوية متسقة بين نسب معظم التماثيل اليونانية مع القانون الثاني من الأسرة المصرية السادسة والعشرين، وهو القانون الذي كان عمليًا نفس القانون الذي كان مستخدمًا منذ زمن الأهرامات المصرية العظيمة منذ آلاف السنين، مع بعض الاختلافات الطفيفة. تؤكد هذه الهوية الرسمية على الإشارة التي قدمها ديودور الصقلي، على الرغم من أن النموذج اليوناني تم تعديله في عدة نقاط، وخاصة فيما يتعلق بالزي وقواعد الدعم الهيكلي.

### الكلاسيكية

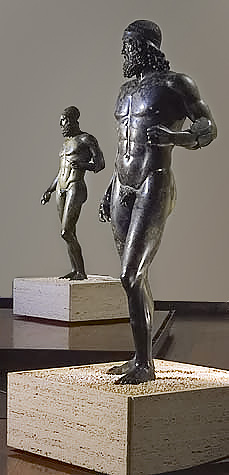
أمثلة على النحت البرونزي الكلاسيكي الأولي، المتحف الوطني ديلا ماجنا جريسيا ، ريجيو كالابريا

شهدت الفترة الكلاسيكية ثورة في النحت اليوناني، والتي ربطها المؤرخون أحيانًا بالثقافة الشعبية المحيطة بإدخال الديمقراطية ونهاية الثقافة الأرستقراطية المرتبطة بكوروس. شهدت الفترة الكلاسيكية تغييرات في أسلوب ووظيفة النحت، جنبًا إلى جنب مع زيادة كبيرة في المهارة الفنية للنحاتين اليونانيين في تصوير الأشكال البشرية الواقعية. أصبحت الوضعيات أيضًا أكثر طبيعية، ولا سيما خلال بداية الفترة. يتجسد هذا في أعمال مثل فتى كريتيوس (480 قبل الميلاد)، المنحوت بأقدم استخدام معروف للكونترابستو ("الوضع المضاد")، وعربة دلفي (474 قبل الميلاد)، والتي توضح الانتقال إلى نحت أكثر طبيعية. منذ حوالي 500 قبل الميلاد، بدأت التماثيل اليونانية في تصوير أشخاص حقيقيين بشكل متزايد، على عكس التفسيرات الغامضة للأساطير أو التماثيل النذرية الخيالية تمامًا، على الرغم من أن الأسلوب الذي تم تمثيلهم به لم يتطور بعد إلى شكل واقعي من أشكال التصوير. تمثل تماثيل هارموديوس وأريستوجيتون، التي أقيمت في أثينا، الإطاحة بالطغيان الأرستقراطي، ويقال إنها أول المعالم العامة التي تُظهر أفرادًا حقيقيين.
كما شهدت الفترة الكلاسيكية زيادة في استخدام التماثيل والمنحوتات كزخارف للمباني. استخدمت المعابد المميزة للعصر الكلاسيكي، مثل البارثينون في أثينا ومعبد زيوس في أوليمبيا، النحت البارز للأفاريز الزخرفية، والنحت الدائري لملء الحقول المثلثة للواجهات. حفز التحدي الجمالي والتقني الصعب الكثير في طريق الابتكار النحتي. معظم هذه الأعمال بقيت على شكل شظايا فقط، على سبيل المثال تماثيل البارثينون ، ونصفها تقريبًا موجود في المتحف البريطاني.
تطورت التماثيل الجنائزية خلال هذه الفترة من التماثيل الجامدة غير الشخصية في العصر القديم إلى المجموعات العائلية شديدة الشخصية في العصر الكلاسيكي. توجد هذه الآثار عادة في ضواحي أثينا، والتي كانت في العصور القديمة مقابر على مشارف المدينة. وعلى الرغم من أن بعضها يصور أنماطًا "مثالية" - الأم الحزينة والابن البار - إلا أنها تصور بشكل متزايد أشخاصًا حقيقيين، وعادة ما تُظهر الراحل وهو يأخذ إجازة كريمة من عائلته. وهذا يمثل زيادة ملحوظة في مستوى العاطفة مقارنة بالعصرين القديم والهندسي.

### الهلنستية

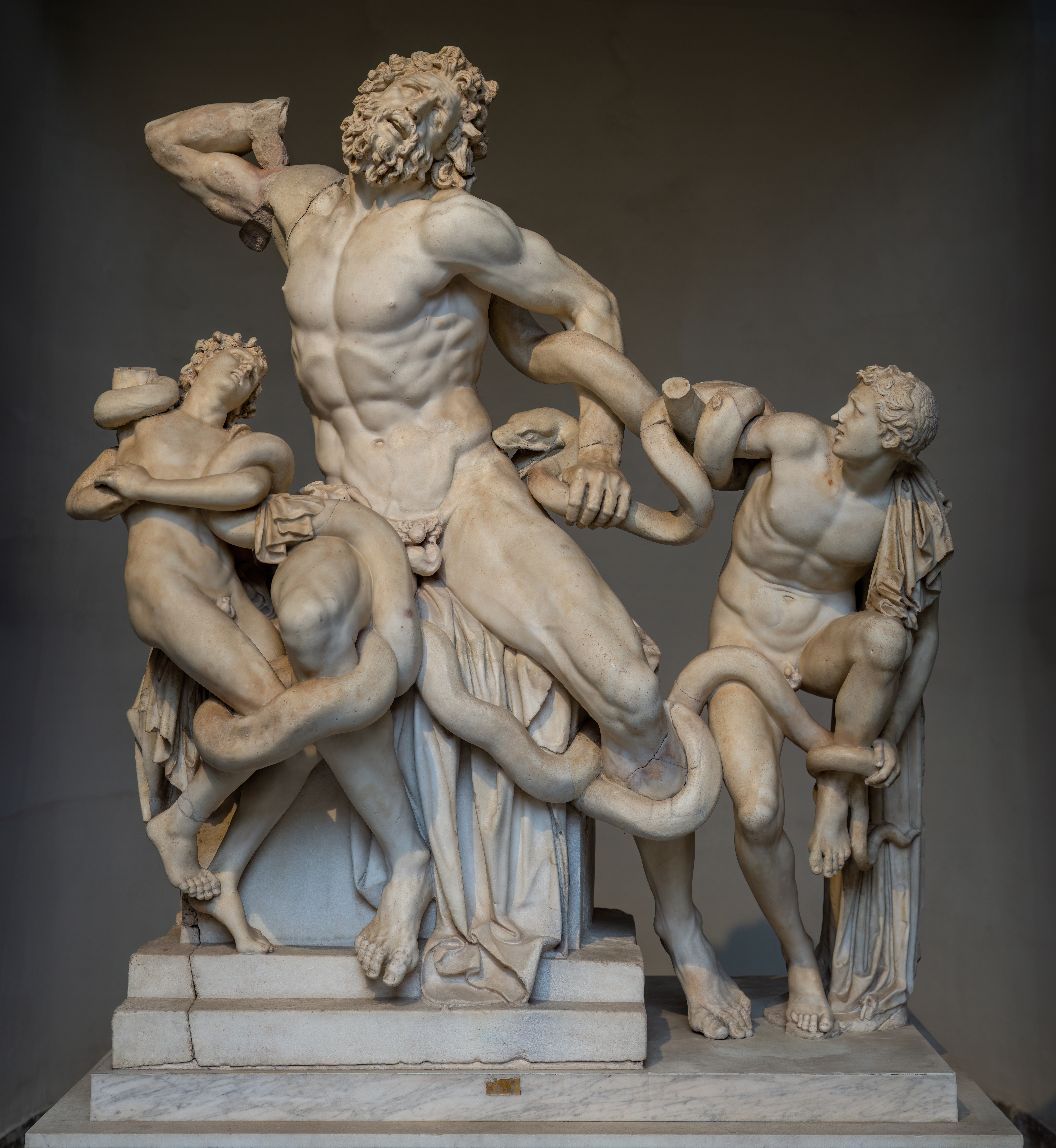
لاكون وأبناؤه (العصر الهلنستي المتأخر)، متحف الفاتيكان

حدث الانتقال من العصر الكلاسيكي إلى العصر الهلنستي خلال القرن الرابع قبل الميلاد. أصبح الفن اليوناني متنوعًا بشكل متزايد، متأثرًا بثقافات الشعوب التي انجذبت إلى الفلك اليوناني، من خلال فتوحات الإسكندر الأكبر (336 إلى 323 قبل الميلاد). في رأي بعض مؤرخي الفن، يوصف هذا بأنه انحدار في الجودة والأصالة؛ ومع ذلك، ربما لم يشارك أفراد ذلك الوقت هذه النظرة. يُعرف الآن أن العديد من المنحوتات التي كانت تعتبر في السابق روائع كلاسيكية تعود إلى العصر الهلنستي. تتجلى القدرة الفنية للنحاتين الهلنستيين بوضوح في أعمال رئيسية مثل نصر ساموثريس المجنح ومذبح بيرغاموم . تطورت مراكز جديدة للثقافة اليونانية، وخاصة في مجال النحت، في الإسكندرية وأنطاكية وبيرغاموم ومدن أخرى . بحلول القرن الثاني قبل الميلاد، استوعبت القوة الصاعدة لروما أيضًا الكثير من التقاليد اليونانية - ونسبة متزايدة من منتجاتها أيضًا.
خلال هذه الفترة، شهد فن النحت مرة أخرى تحولاً نحو زيادة الطبيعية. وأصبح الناس العاديون والنساء والأطفال والحيوانات والمشاهد المنزلية مواضيع مقبولة للنحت، الذي طلبته العائلات الثرية لتزيين منازلهم وحدائقهم. وتم إنتاج شخصيات واقعية للرجال والنساء من جميع الأعمار، ولم يعد النحاتون يشعرون بأنهم ملزمون بتصوير الناس كمثل للجمال أو الكمال الجسدي. وفي الوقت نفسه، تطلبت المدن الهلنستية الجديدة التي نشأت في مصر وسوريا والأناضول تماثيل تصور آلهة وأبطال اليونان لمعابدها وأماكنها العامة. وهذا جعل النحت، مثل الفخار، صناعة، مع ما يترتب على ذلك من توحيد المعايير و(بعض) خفض الجودة. ولهذه الأسباب، بقي عدد من التماثيل الهلنستية حتى الوقت الحاضر أكثر من تلك التي تعود إلى الفترة الكلاسيكية.
إلى جانب التحول الطبيعي نحو الطبيعية، كان هناك تحول في التعبير عن المنحوتات أيضًا. بدأت المنحوتات في التعبير عن المزيد من القوة والطاقة خلال هذه الفترة الزمنية. تتمثل إحدى الطرق السهلة لرؤية التحول في التعبيرات خلال الفترة الهلنستية في مقارنتها بمنحوتات الفترة الكلاسيكية. كانت الفترة الكلاسيكية تحتوي على منحوتات مثل سائق عربة دلفي التي تعبر عن التواضع. ومع ذلك، شهدت منحوتات الفترة الهلنستية تعبيرات أكبر عن القوة والطاقة كما هو موضح في فارس أرتميسيون .